# 결맞는 상태
결맞는 상태(-狀態, coherent state)는 양자 조화 진동자의 소멸연산자의 고유상태다. 고전적인 조화 진동자의 상태에 가장 근접한 일련의 상태를 나타낸다.

## 역사
에르빈 슈뢰딩거가 1926년에 도입하였다. 로이 글라우버(영어: Roy Jay Glauber)가 1963년에 양자광학에 도입하였다.

## 정의
양자 조화 진동자의 연산자는 사다리 연산자 {\displaystyle a}, {\displaystyle a^{\dagger }}로 나타낸다. 임의의 복소수 {\displaystyle \alpha }에 대하여, 그에 해당하는 결맞는 상태 {\displaystyle |\alpha \rangle }는 다음을 만족한다.
{\displaystyle a|\alpha \rangle =\alpha |\alpha \rangle }
즉 소멸연산자 {\displaystyle a}에 고윳값 {\displaystyle \alpha }를 갖는 고유상태다.

## 성질
결맞는 상태는 다음을 만족한다. (해밀토니안 {\displaystyle H={\frac {1}{2}}(p^{2}/m+m\omega ^{2}x^{2})}에서 {\displaystyle m=\omega =\hbar =1}로 놓자.)
{\displaystyle \langle x\rangle ={\sqrt {2}}\Re (\alpha )}
{\displaystyle \langle p\rangle ={\sqrt {2}}\Im (\alpha )}
{\displaystyle \Delta x=\Delta p=1/{\sqrt {2}}}
{\displaystyle \langle n\rangle =(\Delta n)^{2}=|\alpha |^{2}}.
사실 입자 수 {\displaystyle n=H-1/2}은 푸아송 분포를 따른다. 즉
{\displaystyle P(n)=\exp(-|\alpha |^{2})|\alpha |^{2n}/n!}
이다.

## 표현
결맞는 상태는 포크 기저로 전개하면 다음과 같다.
{\displaystyle |\alpha \rangle =e^{-{|\alpha |^{2} \over 2}}\sum _{n=0}^{\infty }{\alpha ^{n} \over {\sqrt {n!}}}|n\rangle }.
위치 기저로 전개하면 다음과 같다.
{\displaystyle \psi ^{(\alpha )}(x,t)={\frac {1}{\pi ^{1/4}}}\exp \left(-{\frac {1}{2}}\left(x-{\sqrt {2}}\Re [\alpha (t)]\right)^{2}+i{\sqrt {2}}\Im [\alpha (t)]x+i\delta (t)\right)}
여기서 
{\displaystyle \delta (t)=-{\frac {1}{2}}t+{\frac {1}{2}}|\alpha (0)|^{2}\sin(2t-2\sigma )}
다. {\displaystyle \sigma }는 초기조건을 나타내는 도움변수다.

## 같이 보기
- 양자장론
- 양자광학
- 전자기장